# بول بينوا
بول بينوا (بالإنجليزية: Paul Bignot)‏ (14 فبراير 1986 ببرمنغهام في المملكة المتحدة - ) هو لاعب كرة قدم بريطاني في مركز الدفاع. شارك مع منتخب إنجلترا لكرة القدم C ‏. أما مع النوادي، فقد لعب مع غريمسبي تاون ونادي بلاكبول ونيوبورت كونتي ونادي كيدرمينستر هاريرز لكرة القدم ونادي كرو ألكساندرا وSolihull Moors F.C. ‏ ونادي بليموث أرجايل.

## وصلات خارجية
- بول بينوا على موقع قاعدة بيانات كرة القدم.إي يو (الإنجليزية)
- بول بينوا على موقع Soccerbase.com (لاعب) (الإنجليزية)
- بول بينوا على موقع Soccerway.com (الإنجليزية)